# Francis Kerbiriou
Francis Kerbiriou (né le 11 mai 1951 à Rennes) est un athlète français spécialiste du 400 mètres.

## Carrière
Sélectionné pour les Jeux olympiques de Munich en 1972, Francis Kerbiriou remporte la médaille de bronze du relais 4 × 400 mètres aux côtés de Gilles Bertould, Jacques Carette et Daniel Vélasques.
L'équipe de France établit un nouveau record national de la discipline en 3 min 00 s 7, se classant derrière le Kenya et le Royaume-Uni. Il participe quatre ans plus tard aux Jeux olympiques de Montréal mais est éliminé dès les séries du relais 4 × 400 m.
Francis Kerbiriou est double champion de France du 400 m, en 1972 et 1975. Il a été aussi champion de France en salle en 1975. Son record personnel sur 400 mètres, établi en 1972, est de 46 s 01.

## Palmarès
| Date | Compétition         | Lieu   | Place | Discipline |
| ---- | ------------------- | ------ | ----- | ---------- |
| 1972 | Jeux olympiques     | Munich | 3e    | 4 × 400 m  |
| 1975 | Jeux méditerranéens | Alger  | 2e    | 4 × 400 m  |